# Шенурово
Шенурово — деревня в Харовском районе Вологодской области.
Входит в состав Кубенского сельского поселения, с точки зрения административно-территориального деления — в Кубинский сельсовет.
Расстояние до районного центра Харовска по автодороге — 21 км, до центра муниципального образования Сорожина по прямой — 11 км. Ближайшие населённые пункты — Долгобородово, Афониха, Нижне-Кубенский, Пановское, Бычиха, Якушево, Хвостиха.
По переписи 2002 года население — 16 человек.